# Femei criminale
Femei criminale (Deadly women) este un serial tv produs de ID Investigation Discovery, prezentat de Candice Delong și narat de Lyanne Zager. Este un documentar gen crimă care analizează poveștile unor criminale celebre.

## Prezentarea episoadelor
În fiecare episod se spun 3 povești ale unor criminale în care apar reporteri precum Diane Fanning, legistul Janis Amatuzio sau persoane simple (rude, prieteni ale victimelor sau a criminalilor) care spun evenimente importante.

## Sezonul 1
Primele episoade au apărut în 2005 fiind sezonul 1 al acestei serii. În primul episod se povestește despre obsesiile unor criminale precum Elisabeta Báthory sau Vera Renczi. Următorul episod spune lăcomia unor femei precum Belle Gunnes, iar în al treilea episod se vorbește despre răzbunarea unor femei precum Katherine Knight.

## Sezonul 2
În sezonul 2 (2008) și celelalte sezoane apar la televizor din 2008 până în prezent. În sezonul 2, primul episod spune povestea unor femei sociopate precum Melinda Loveless sau Brenda Spencer. În următorul episod se vorbește despre femei care au pus atracția mai presus de tot,precum mama tânără Diane Downs, Martha Wise sau lesbienele Valerie Parashumti și Jessica Stasinowski. În următorul episod se vorbește despre femei cu mintea răsucită precum Silvya Seegrist, în următorul episod vedem femei cu secrete întunecate precum Judy Buenoauno, în următorul episod vedem femei care au folosit medicina în scop negativ, precum asistenta Beverly Allit și în ultimul episod al sezonului 2 vedem prădătoare precum Aileen Wuournos.

## Sezonul 3
În sezonul 3 (2009) vedem ucigașe tinere precum Mary Bell care avea 10 ani, femei care ucid pentru bani precum Eva Coo și Martha Clift,Celeste Beard sau Sarah Makin,femei cu mintea tulbură precum asistenta Jane Toppan sau baby siterul Christine Falling. Vedem ce ascund sub „masca” lor unele femei precum Betty Lou Betts, femei care și-au ascuns dragostea precum Jasmine Richardson, femei cu inima întunecată precum negresa Daphne Wright,femei care și-au pierdut confortul precum Gertrude Banizweski,dar și femei cu influență negativă precum Myra Hindley.

## Sezonul 4
În sezonul 4 (2010) vedem femei care se răzbună precum Clara Harris, vedem femei mânioase precum Griselda Blanco, vedem femei vânătoare care au strategiile lor proprii precum Jill Coit,vedem femei care aveau legături periculoase precum Valmae Beck, vedem femei manipulatoare precum Sharon Nelson, vedem femei care ucid cu sânge rece precum Anu Singh, vedem femei sub controlul lor precum Bonnie Heady, vedem femei mincinoase precum Audrie Mary Hilley, vedem fiice răzbunătoare precum Constance Kent, femei căsătorite pentru a ucide precum Michelle Michael și vedem adolescenți ucigași precum Chelsea Richardson.

## Sezonul 5
În sezonul 5 (2011-2012) urmărim 10 femei criminale (episod special), vedem femei care și-au ucis copii din ură precum Darlie Routier, vedem femei care ucid pentru bani precum Maria del Rosio Alfaro, vedem femei care ucid fără sens precum Lafonda Fay Foster, copii care ucid alți copii precum Bernadette Protti și vedem copii ucigași precum Nikki Reynolds.

## Sezonul 6
În sezonul 6 (2012-2013) vedem femei care vânau oamenii precum Chelsea Mahoney, femei care și-au urât părinții precum Brigitte Harris, femei care au lăcomia fără limite precum Dena Thompson, femei care sunt adolescente ucigașe precum Helen Moore, femei care ucid fără motiv precum Alyssa Bustamante, femei care își sacrifică copii precum Nicole Diar și vedem mirese care își ucid soții abuzivi precum Frankie Silver.

## Sezoanele 7 și 8
În sezoanele 7 și 8 (2013-2014) nu sunt disponibile încă.

## Legături externe
- Site oficial
- Deadly Women Arhivat în 15 iulie 2010, la Wayback Machine. la AOL Television
- Deadly Women la Internet Movie Database